# Megyn Price
Megyn Price (nacida el 24 de marzo de 1971 en Seattle, Washington) es una actriz estadounidense. Su papel más reconocido hasta el momento ha sido el de Claudia Finnerty en el sitcom Grounded for Life.

## Biografía
Megyn se crio en la religión mormona. Ya en la escuela secundaria, Megyn escribió y produjo una obra de teatro llamada "Aquí viene el sol", lo que le mereció ganarse un lugar en el "USA TODAY's Top 20 High School Students". Price se graduó en la Norman High School. 
Después de su graduación, Price pasó a una de las principales universidades, la Stanford University. Mientras estudiaba economía y comunicación, Megyn siguió actuando en producciones de la escuela, así como asistiendo a un conservatorio de teatro en San Francisco. 
Tras graduarse, entró en el campo de las finanzas, pero después de un corto periodo de tiempo lo abandonó y se decidió por la actuación. 
Su primer papel importante fue como protagonista de la serie Common Law, con Greg Giraldo. Otros papeles notables fueron interpretando a Gale Ingersoll en Late Line y Claudia Finnerty en Grounded for Life. Además, protagonizó junto a Patrick Warburton y David Spade la serie Reglas de Compromiso. 
Megyn actualmente reside en Ojai Valley, California, junto a su esposo Eddie, un médico de ER. Megyn y Eddie, que fueron a la escuela secundaria juntos, tuvieron una niña llamada Grace el 13 de julio de 2007.

## Otros papeles
1. (Papel Debut) Suzanne Sanders en Quantum Leap. Estrella invitada en el episodio Liberation.
2. Comentarista en los especiales de TV VH1's I Love the 80's y VH1's I Love the 90's.
3. Camarera en The Drew Carey Show. Estrella invitada en el episodio Miss Right Drew and Mr. Bell's Nephew.
4. Claire en Will & Grace. Estrella invitada en el episodio Seeds of Discontent.
5. Sarah Heinz en la película Mystery, Alaska (1999).
6. Como Jane en 	Larry the Cable Guy: Health Inspector (2006).
7. La voz de Linda Memari en American Dad.
8. Audrey Bingham en Rules of Engagement.

- Datos: Q266901
- Multimedia: Megyn Price / Q266901